# شارع السرو ونجمة (لوحة)
شارع السرو ونجمة (بالإنجليزية: Road with Cypress and Star)‏ أو Country Road in Provence by Night هي لوحة رسمها الفنان الانطباعي الهولندي فينسنت فان غوخ في عام 1890 وتعتبر هذه اللوحة من آخر أعماله التي رسمها في مدية سانت ريمي دي بروفنس بفرنسا. 